# 音響断層撮影
音響断層撮影（おんきょうだんそうさつえい）は物体中の音波の伝播特性を元に内部構造の情報を得る技術。

## 原理
物質毎に密度や内部構造によって音波の伝播特性が異なる。検出器を測定対象の周囲に設置して周囲から振動を与えると各検出器で受信される遅延時間、信号強度は異なるのでそれらの情報を元に内部構造を再構成する。

## 種類

### 海洋音響トモグラフィー
音響断層撮影の一手法で海水中の音速は、温度や圧力によって決まるので海洋中の音波の伝播時間を測定して、伝播時間のデータから逆問題を解くことによって、温度場や流れ場を推定する。

### 超音波断層撮影
超音波を対象に照射して伝播特性を元に内部の構造の情報を取得、画像化する。

### 光音響断層撮影
光音響効果を利用する手法で検査対象にレーザーを照射して生じた光音響波を検出して内部構造の情報を取得する。高いコントラストと超音波検査装置に匹敵する分解能でcmレベルの深さの断層画像が取得可能とされる。

## 用途
- 地質調査
- 建築物等の検査
- 医療診断